# Goni
Goni – miejscowość i gmina we Włoszech, w regionie Sardynia, w prowincji Sud Sardynia. Graniczy z Escalaplano, Ballao, Orroli, San Basilio, Silius i Siurgus Donigala.
Według danych na rok 2004 gminę zamieszkiwało 556 osób, 30,9 os./km².